# Delilah (canción)
«Delilah» es una canción de la banda de rock indie británica Florence and the Machine que forma parte de su tercer álbum de estudio, How Big, How Blue, How Beautiful, publicado en 2015. Escrita por Florence Welch e Isabella Summers, y producida por Markus Dravs, se lanzó el 20 de noviembre de 2015 como cuarto y último sencillo.

## Recepción de la crítica
El crítico Jon Blistein de la revista Rolling Stone escribió de la canción que era un "canto, una llamada en las que Welch multiplica su voz a través de las notas de un piano y de los sintetizadores y lo mezcla todo a fuego lento".

## Vídeo musical
El videoclip de la canción fue dirigido por Vincent Haycock y estrenado en YouTube el 21 de octubre de 2015 como parte de la serie The Odyssey, con la que se conformaban los distintos vídeos del grupo para este disco. Filmado en Los Ángeles, comienza con un intenso monólogo de un anciano. Luego se ve a Florence Welch vagando por un laberinto de habitaciones de motel bailando, retorciéndose intensamente, cortando el pelo a un hombre y encontrando a un horrible duende. Al final del vídeo, como se expone en las notas de producción, Welch "recorre triunfalmente las calles de Los Ángeles [...] como una sugerencia sobre su nueva libertad".
En una entrevista con Rookie, Haycock dijo que la referencia al corte del pelo del hombre era una "referencia directa a la [historia de] bíblica Dalila del episodio con Sansón, pero luego se convirtió en algo más personal para Florence. Decidimos que volvería a su verdadero yo, eliminando la versión del ego de sí misma y volviendo a casa".

## Personal

### Florence and the Machine
- Florence Welch – voz principal y coros
- Mark Saunders – bajo
- Chris Hayden - batería, percusión

### Personal adicional
- Markus Dravs - producción
- Robin Baynton - ingeniero, órgano, piano
- Jonathan primera - asistencia de ingeniería
- Iain Berryman - asistencia de ingeniería
- Leo Abrahams – guitarra eléctrica
- Pete Prokopiw - programación
- Craig Silvey - mezclador
- Eduardo de la Paz – asistente de mezclas
- Ted Jensen - masterización

## Posición en listas
| Listas (2015)                         | Posición más alta |
| ------------------------------------- | ----------------- |
| Australia (ARIA)                      | 41                |
| Bélgica-Flandes (Ultratop 50 Singles) | 31                |
| Escocia (Official Charts Company)     | 53                |
| Estados Unidos (Billboard)            | 15                |
| Francia (SNEP)                        | 89                |
| Reino Unido (UK Singles Chart)        | 102               |